# Боже (Приморская Шаранта)
Боже́ (фр. Beaugeay) — коммуна во Франции, находится в регионе Пуату — Шаранта. Департамент коммуны — Шаранта Приморская. Входит в состав кантона Сент-Аньян. Округ коммуны — Рошфор.
Код INSEE коммуны — 17036.

## Население
Население коммуны на 2010 год составляло 718 человек.
| 1962 | 1968 | 1975 | 1982 | 1990 | 1999 | 2010 |
| ---- | ---- | ---- | ---- | ---- | ---- | ---- |
| 191  | 185  | 188  | 333  | 452  | 470  | 718  |

## Экономика
В 2010 году среди 484 человек трудоспособного возраста (15—64 лет) 366 были экономически активными, 118 — неактивными (показатель активности — 75,6 %, в 1999 году было 69,5 %). Из 366 активных жителей работали 324 человека (183 мужчины и 141 женщина), безработных было 42 (14 мужчин и 28 женщин). Среди 118 неактивных 41 человек были учениками или студентами, 42 — пенсионерами, 35 были неактивными по другим причинам.